# At-Talh
At-Talh, auch at-Talach, aţ-Ţalh̨ (arabisch الطلح, DMG aṭ-Ṭalḥ, übersetzt: Akazie), ist eine jemenitische Kleinstadt im Gouvernement Saʿda. Laut Berechnung hatte die Stadt im Jahr 2012 15.303 Einwohner. Bekanntheit genießt der Suq von at-Talh, in welchem, neben dem Handelsplatz von Bayt al-Faqīh in der Tihama, einer der größten Wochenmärkte des Landes liegt.
Der Suq ist ein Politikum, da die Mehrzahl der gehandelten Güter unverzollte Schmuggelwaren aus Saudi-Arabien sind. Seit den 1980er Jahren versucht die jemenitische Regierung dieses Umtriebes Herr zu werden. Gehandelt werden Benzinfässer, Salz, Kaffee, Kühe, Kamele und Maria-Theresien-Taler. Souvenirs für Touristen sind Specksteine (talk), oft in Form gehauener Steintöpfe.
At-Talh ist auch bekannt als Ausgangspunkt für Bergtouren.